# Jacob Lucius der Jüngere
Jacob Lucius der Jüngere, auch Jacobus Lucius d. J. (* um 1570 in Helmstedt; † 9. April 1616 ebenda) war ein bekannter Buchdrucker seiner Zeit, der das Werk seines Vaters Jacob Lucius der Ältere fortsetzte.

## Leben und Wirken
Sein kontinuierliches Wirken begann im Jahr 1595 in Hamburg, wo er sich über zwei Jahre lang aufhielt und einige Werke verlegte, darunter die berühmte „Hamburger Polyglotte“, eine vollständige Bibel in vier synoptischen Fassungen und drei Sprachen. Im Sommer 1598 kehrte er nach Helmstedt zurück und übernahm die Druckerei seines im Jahr zuvor verstorbenen Vaters. Am 12. Januar 1600 wurde er zum Typographen der Julius-Universität ernannt.
Nach seinem Tod wurde die Druckerei wiederum von einem seiner Söhne, Jacobus Lucius III., fortgeführt. Die letzten Publikationen dieser Druckerei sind mit dem Erscheinungsjahr 1639 datiert.